# The Battery (park)
The Battery (wcześniej znany jako Battery Park) – 10 hektarowy park miejski położony na południowym krańcu wyspy Manhattan w Nowym Jorku. Z parku roztacza się widok na Upper New York Bay. Park zawiera takie atrakcje turystyczne jak fort Castle Clinton, wiele pomników oraz popularną wśród dzieci karuzelę SeaGlass. Park graniczy z South Ferry, miejscem z którego odchodzą promy w kierunku Staten Island (Staten Island Ferry) oraz Governors Island. Z terenu parku odchodzi również prom w kierunku Liberty Island, na której znajduje się Statua Wolności.
Park i jego okolice nazwano od baterii artyleryjskich, które zbudowano w tym miejscu w 1683 r. Na przestrzeni lat The Battery miał różne cele – na początku wojskowe, później rozrywkowe wraz z przekształceniem znajdującego się na jego terenie Castle Clinton w teatr, by wreszcie w 1855 r. zostać pierwszym w Stanach Zjednoczonych miejscem w którym nowo przybyli przechodzili kontrole imigracyjne. Centrum imigracyjne zamknięto w 1890 r. wraz z otwarciem nowego na pobliskiej Ellis Island.
W 1940 r. Battery Park został zamknięty z powodu budowy tunelu pod rzeką East River pomiędzy Brooklynem a Manhattanem (Brooklyn-Battery Tunnel) oraz tunelu drogowego (Battery Park Underpass). Park został ponownie otwarty w 1952 r., lecz nie odzyskał dawnej świetności. Dopiero założonej w 1994 r. fundacji „The Battery Conservancy”, udało się zrewitalizować tereny parkowe. W 2015 r. władze Nowego Jorku, w porozumieniu z fundacją, zmieniły nazwę parku na „The Battery”.

## Galeria The Battery

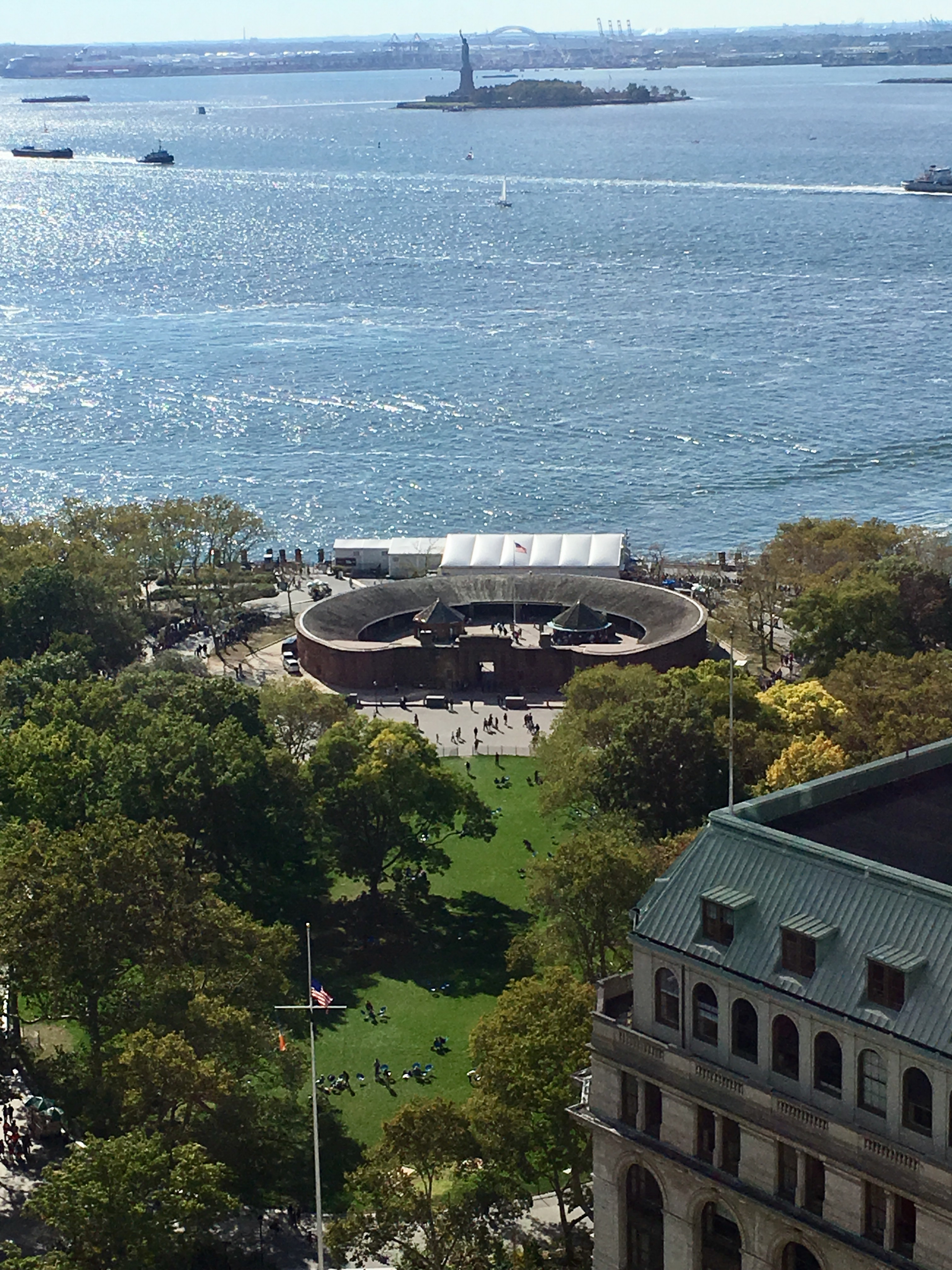
Castle Clinton w the Battery
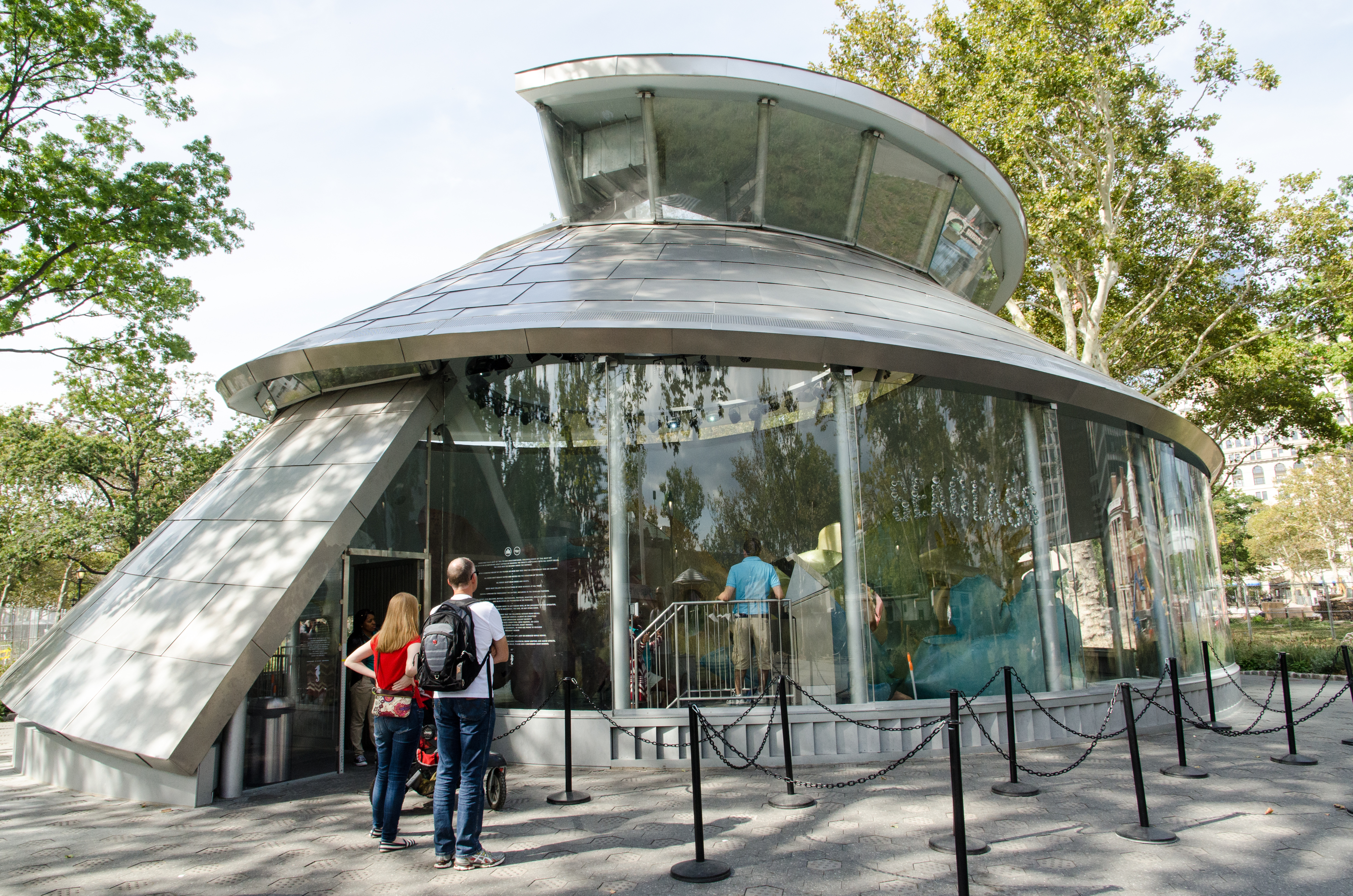
Karuzela SeaGlass
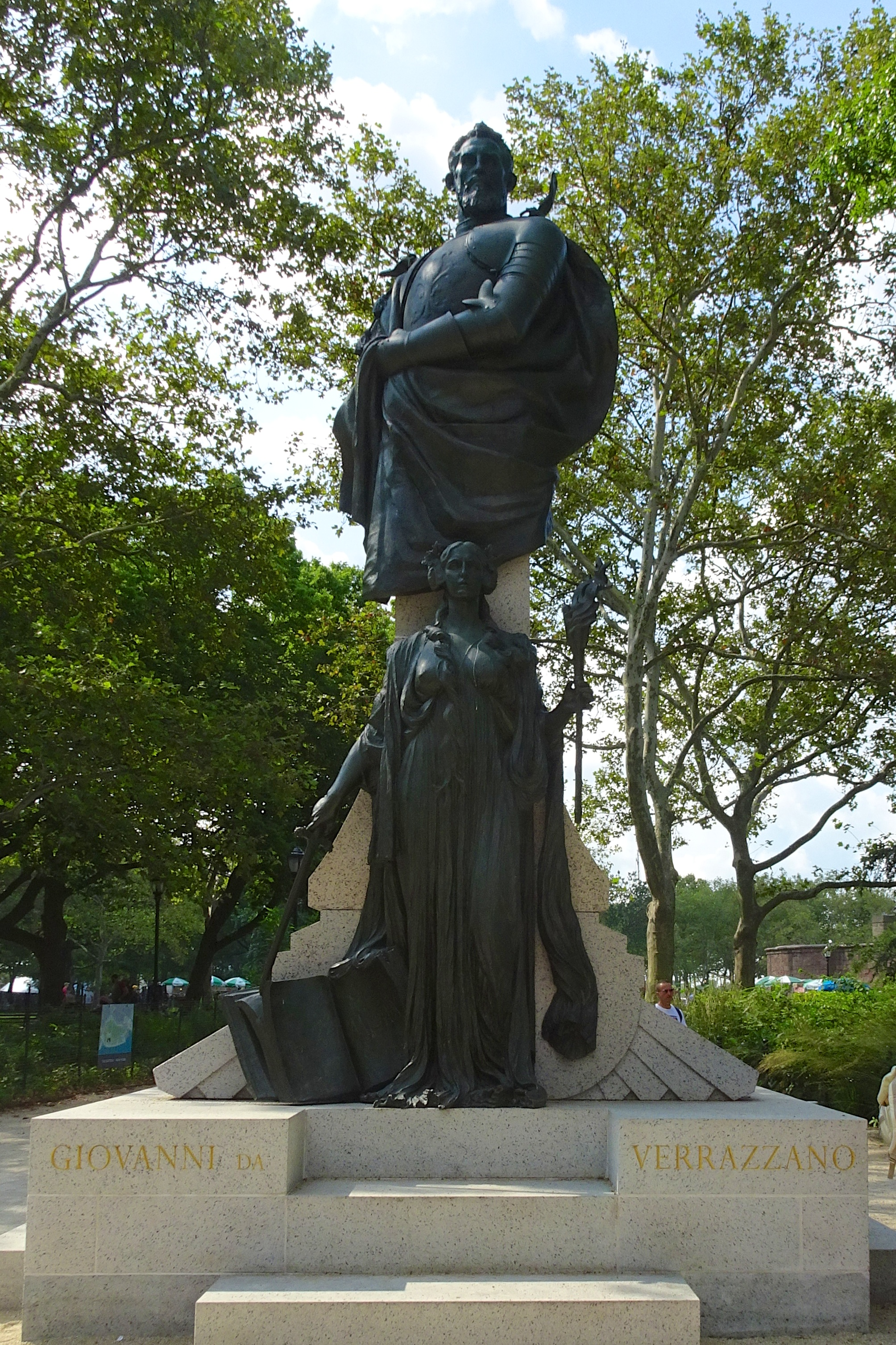
Pomnik Giovanniego da Verrazzano na terenie parku The Battery